# Xanthocampoplex spulerinae
Xanthocampoplex spulerinae är en stekelart som beskrevs av Kusigemati 1982. Xanthocampoplex spulerinae ingår i släktet Xanthocampoplex och familjen brokparasitsteklar. Inga underarter finns listade i Catalogue of Life.